# Le Rouge et le Noir (téléfilm, 1961)
Pour les articles homonymes, voir Le Rouge et le Noir (homonymie).
Le Rouge et le Noir est un téléfilm français de Pierre Cardinal, à partir du roman de Stendhal, diffusé le 19 décembre 1961 sur la RTF.

## Fiche technique
- Réalisation : Pierre Cardinal
- Roman : Stendhal
- Présentation de : Monsieur Raoul Ergmann
- Image : Jacques Lemare
- Chorégraphe : Claudine Allegra
- Décorateur de plateau : Madeleine Monnier
- Création des costumes : Monique Dunand
- Illustration sonore : Hubert d'Auriol

## Distribution
- Micheline Presle : Mme de Rénal
- Marie Laforêt : Mathilde de La Môle
- Robert Etcheverry : Julien Sorel
- Jean-Roger Caussimon : M. de Rénal
- Michel Etcheverry : Le directeur du séminaire
- François Maistre : Marquis de La Môle
- Maurice Villod : Le vieux prêtre
- Jean-Paul Bertieux : L'abbé
- Jean-Pascal Duffard : Stanislas de Rénal
- Patrick Lemaître : Adolphe de Rénal
- Bernard Tiphaine : Norbert de La Môle
- Maria Tamar : La jeune fille
- Alain Nobis : voix off
- Noël Darzal : voix off